# Кушвож
Кушвож — река в России, протекает по Республике Коми. Устье реки находится в 53 км по левому берегу реки Лебедь. Длина реки составляет 44 км.

## Данные водного реестра
По данным государственного водного реестра России относится к Двинско-Печорскому бассейновому округу, водохозяйственный участок реки — Печора от впадения реки Уса до водомерного поста Усть-Цильма, речной подбассейн реки — бассейны притоков Печоры ниже впадения Усы. Речной бассейн реки — Печора.
Код объекта в государственном водном реестре — 03050300112103000074376.